# マティアス・ヨンソン
マティアス・ヨンソン（Mattias JONSON, 1974年1月16日 - ）はスウェーデン出身の元サッカー選手。ポジションはミッドフィールダー、フォワード。

## 経歴
2002 FIFAワールドカップ、2006 FIFAワールドカップに出場した元スウェーデン代表プレーヤー。前線を中心に複数のポジションでプレーできるユーティリティ性を持っているだけでなく、ポジションや環境に左右されることなく安定したプレーを常に見せられるのが長所。
代表時代はヘンリク・ラーションやズラタン・イブラヒモビッチの控えとして長年活躍した。
2011年10月、現役を引退した。

## 代表歴

### 出場大会
- スウェーデン代表
  - 2002 FIFAワールドカップ
  - 2006 FIFAワールドカップ

### 試合数
- 国際Aマッチ 57試合 9得点（1996年-2006年）[1]

| スウェーデン代表 | 国際Aマッチ | 国際Aマッチ |
| 年               | 出場        | 得点        |
| ---------------- | ----------- | ----------- |
| 1996             | 2           | 0           |
| 1997             | 3           | 1           |
| 1998             | 2           | 0           |
| 1999             | 4           | 0           |
| 2000             | 6           | 0           |
| 2001             | 5           | 1           |
| 2002             | 6           | 0           |
| 2003             | 8           | 4           |
| 2004             | 8           | 2           |
| 2005             | 5           | 1           |
| 2006             | 8           | 0           |
| 通算             | 57          | 9           |